# NGC 5221
NGC 5221 é uma galáxia espiral (Sb) localizada na direcção da constelação de Virgo. Possui uma declinação de +13° 49' 57" e uma ascensão recta de 13 horas, 34 minutos e 56,2 segundos.
A galáxia NGC 5221 foi descoberta em 12 de Abril de 1784 por William Herschel.